# Gennaro Maffettone
Gennaro Maffettone (Napoli, 26 aprile 1918 – Oceano Atlantico, 14 luglio 1942) è stato un militare e marinaio italiano, pluridecorato sottotenente di vascello della Regia Marina, appartenente alla specialità sommergibili, combatté durante la seconda guerra mondiale. Decorato con la Medaglia d'oro, una di bronzo e due Croci di guerra al valor militare.

## Biografia
Nacque a Napoli il 26 aprile 1918. Allievo alla Regia Accademia Navale di Livorno dall'ottobre 1936, nel gennaio 1940 conseguì la nomina a guardiamarina stando imbarcato sulla nave da battaglia Conte di Cavour. Con l'entrata in guerra del Regno d'Italia, a domanda, fu destinato nell'Arma subacquea ed inviato presso la base atlantica di BETASOM a Bordeaux (Francia), con imbarco sul sommergibile Pietro Calvi, con il quale partecipò all'affondamento di 5 navi mercantili, per un totale di 34.183 tsl, un probabile danneggiamento di un sesto mercantile di 10.000 tsl, ed al danneggiamento di un settimo mercantile.

### L'ultima missione

Una foto del Regio Sommergibile Pietro Calvi in un porto imprecisato del Mediterraneo.

Il 2 luglio 1942 il sommergibile Calvi partì per la sua ultima missione, al comando del capitano di fregata Primo Longobardo.. 
Il 14 luglio l'unità si mise alla ricerca del convoglio "SL. 115" (Sierra Leone-Regno Unito con quattro unità di scorta); lo avvistò nella serata del giorno successivo ma fu rilevato dal radar delle navi britanniche, una delle quali, lo sloop-of-war Lulworth (l'ex cutter della USCG Chelan da 1.500 t) , lo attaccò costringendolo all'immersione rapida a 90 metri. Le tre successive scariche di bombe di profondità provocarono seri danni al Calvi, che sprofondò sino a circa 200 metri sbandato ed in via di allagamento, rischiando la distruzione: il comandante Longobardo ordinò allora l'emersione per tentare di reagire coi cannoni ed intanto allontanarsi. Il sommergibile fu illuminato dai proiettori e le mitragliere del Lulworth falcidiarono i serventi del cannone poppiero del Calvi, che reagì lanciando due siluri con i tubi di poppa, ma inutilmente; la nave inglese cercò di speronare il sommergibile e la terza volta ne distrusse l'elica sinistra, bloccandolo. A quel punto, con il sommergibile immobilizzato e in fiamme ed i cannoni ormai funzionanti a fatica, il comandante Longobardo ordinò di autoaffondare ed abbandonare il sommergibile, ma subito dopo fu ucciso, assieme all'ufficiale di rotta, sottotenente di vascello Guido Bozzi, da una scarica di mitragliatrice.
Poco dopo morì anche Maffettone, colpito da una cannonata, mentre stava dirigendo il tiro del cannone poppiero. Il suo corpo non venne più trovato. Il sommergibile scomparve sotto la superficie alle 00:27 del 15 luglio, a circa 480 miglia al sud dell'isola di San Miguel delle Azzorre, portando con sé più di metà dell'equipaggio.
A lui e al comandante Primo Longobardo furono concesse la medaglia d'oro al valor militare alla memoria, mentre alla memoria del capitano GN Aristide Russo e del 2° capo Pietro Bini fu invece conferita la medaglia d'argento.

### Annotazioni
1. ↑  Solo due dei serventi del cannone prodiero, il sottotenente di vascello Villa ed il secondo capo Marchion, erano ancora illesi.
2. ↑  I sopravvissuti furono 35.

### Fonti
1. ↑   RSMG Calvi, su xmasgrupsom.com. URL consultato il 13 marzo 2016 (archiviato dall'url originale il 17 settembre 2011).
2. 1 2 3 4 5 6 7  Giorgerini 2002, p. 516-517.
3. 1 2 3 4 5 6 7  Giorgerini 2002, p. 523-524.
4. 1 2  Bagnasco, Brescia 2014, p. 195.
5. 1 2 3 4 5  Zedda 2009, p. 17.
6. ↑  http://www.quirinale.it/elementi/DettaglioOnorificenze.aspx?decorato=14039
7. ↑  Determinazioni del 18 luglio 1942.
8. 1 2  Determinazioni del 1 gennaio 1945.